# Sporting Clube de Portugal 1987-1988
Questa voce raccoglie le informazioni riguardanti lo Sporting Clube de Portugal nelle competizioni ufficiali della stagione 1987-1988.

## Stagione
Nella stagione 1987-1988 lo Sporting concluse il campionato al quarto posto, qualificandosi per la Coppa UEFA. In Taça de Portugal i Leões, campioni in carica, persero all'esordio al terzo turno contro il Farense. In Europa il cammino della squadra di Lisbona si concluse ai quarti di finale di Coppa delle Coppe contro gli italiani dell'Atalanta, squadra militante in seconda serie. La stagione si aprì con la vittoria della Supertaça contro i cugini del Benfica, grazie a un risultato complessivo di 4-0.

## Rosa
| N. |                       | Ruolo | Calciatore        |
| -- | --------------------- | ----- | ----------------- |
| -  | Portogallo (bandiera) | P     | Vítor Damas       |
| -  | Portogallo (bandiera) | P     | Rui Correia       |
| -  | Portogallo (bandiera) | P     | Jorge Vital       |
| -  | Portogallo (bandiera) | D     | António Morato    |
| -  | Portogallo (bandiera) | D     | Pedro Venâncio    |
| -  | Brasile (bandiera)    | D     | Duílio            |
| -  | Portogallo (bandiera) | D     | Luís Ferrinho     |
| -  | Brasile (bandiera)    | D     | João Luís Barbosa |
| -  | Brasile (bandiera)    | C     | Mário Marques     |
| -  | Portogallo (bandiera) | C     | Oceano da Cruz    |
| -  | Portogallo (bandiera) | C     | Mário Jorge       |

| N. |                        | Ruolo | Calciatore        |
| -- | ---------------------- | ----- | ----------------- |
| -  | Mali (bandiera)        | C     | Amadou Diallo     |
| -  | Portogallo (bandiera)  | C     | Litos             |
| -  | Portogallo (bandiera)  | C     | Carlos Xavier     |
| -  | Portogallo (bandiera)  | C     | Vítor Santos      |
| -  | Portogallo (bandiera)  | A     | José Lima         |
| -  | Brasile (bandiera)     | A     | Paulinho Cascavel |
| -  | Brasile (bandiera)     | A     | Marlon Brandão    |
| -  | Inghilterra (bandiera) | A     | Tony Sealy        |
| -  | Paesi Bassi (bandiera) | A     | Peter Houtman     |
| -  | Portogallo (bandiera)  | A     | Jorge Cadete      |
| -  | Brasile (bandiera)     | A     | Silvinho          |

## Statistiche

### Statistiche di squadra
| Competizione      | Punti | Totale | Totale | Totale | Totale | Totale | Totale | DR  |
| Competizione      | Punti | G      | V      | N      | P      | Gf     | Gs     | DR  |
| ----------------- | ----- | ------ | ------ | ------ | ------ | ------ | ------ | --- |
| Primeira Divisão  | 47    | 38     | 17     | 13     | 8      | 62     | 41     | +21 |
| Taça de Portugal  | -     | 1      | 0      | 0      | 1      | 0      | 1      | -1  |
| Coppa delle Coppe | -     | 6      | 2      | 1      | 3      | 12     | 8      | +4  |
| Supertaça         | -     | 2      | 2      | 0      | 0      | 4      | 0      | +4  |
| Totale            | -     | 47     | 21     | 14     | 12     | 78     | 50     | +28 |